# Калин (урочище)
Заповідне урочище «Калин» — колишній об'єкт природно-заповідного фонду Рівненської області.
Заповідне урочище розташовувалося в Остківському держлісгоспі, Біловізьке лісництво, квартал 23, виділ 21. Площа — 16 га. Утворено 1995 року.
Об'єкт скасований рішенням Рівненської обласної ради № 322 від 5 березня 2004 року «Про розширення та впорядкування мережі природно-заповідного фонду області». Зазначена причина скасування — втратив природоохоронну цінність.